# Stapelstein (Grabanlage)

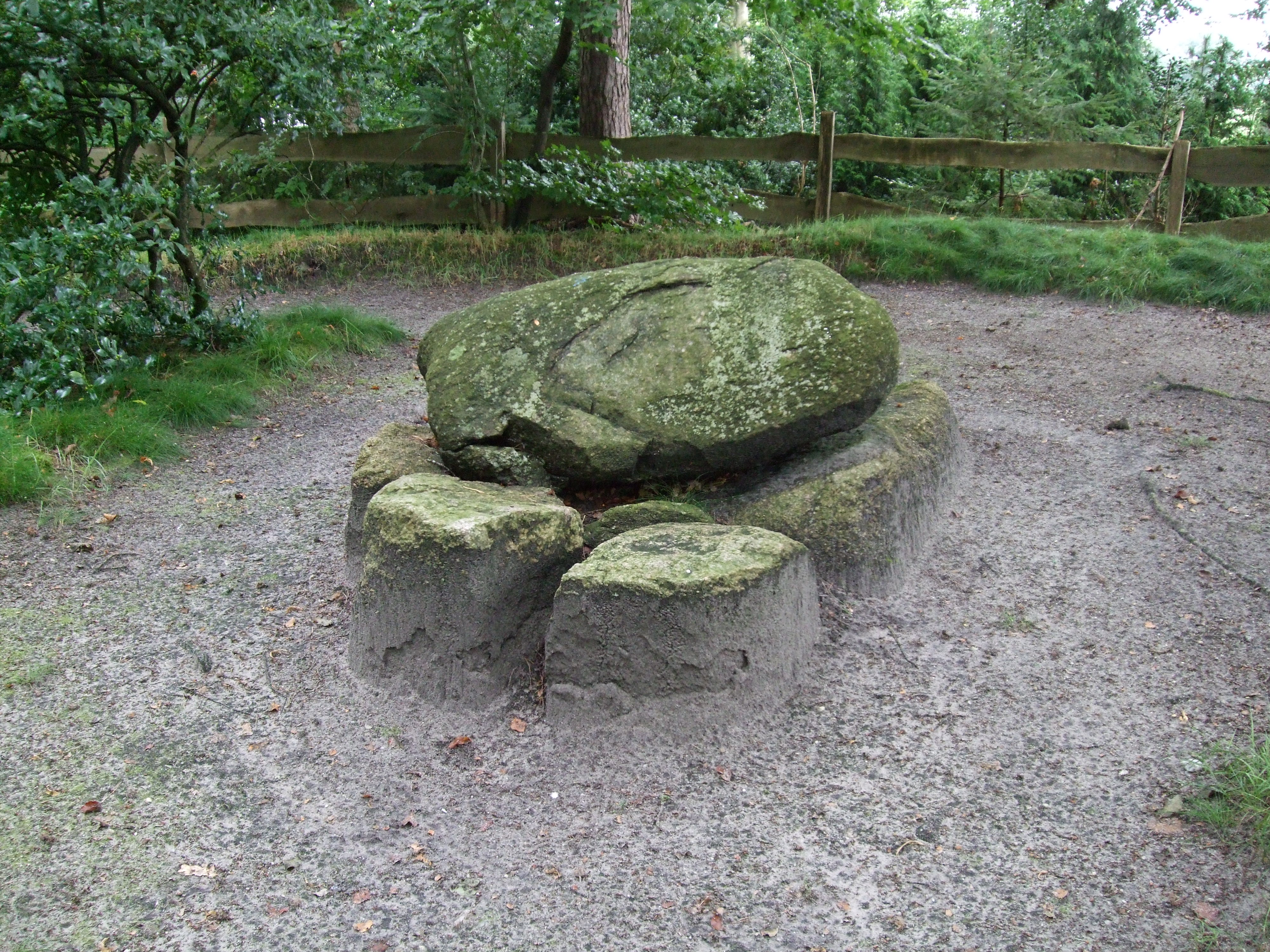
Stapelstein, Friedeburg

Der Stapelstein ist eine steinzeitliche Grabanlage beim Ortsteil Stapelstein nahe Etzel in der Gemeinde Friedeburg, Ostfriesland. Sie liegt nahe der Bundesstraße 436. Es handelt sich um vier tragende Steine mit zwei Decksteinen. Bei Grabungen im Jahre 1878 wurden weder Grabbeigaben noch Urnen gefunden. Ernst Sprockhoff ordnet die Anlage aufgrund ihrer geringen Größe nicht als Großsteingrab, sondern als Steinkiste ein.